# Берзен, Ричард Андреевич
Ри́чард Андре́евич ́ Берзе́н (нем. Richard Georg Behrsén; 7 января 1869, Санкт-Петербург — 19 июня 1958, Эспоо, Уусимаа) — петербургский архитектор, один из основоположников раннего модерна в России, статский советник.

## Биография
Родом из прибалтийских немцев. Родился 7 января 1869 года[по какому календарю?] в семье сапожника Генриха Берзена (1838, Якобштадт, Лифляндская губерния — 21 апреля 1888, Санкт-Петербург), который с 1857 года проживал в Санкт-Петербурге и был похоронен на Смоленском кладбище; мать — Розина Каролина Луиза.
Учился на реальном отделении Главного немецкого училища Св. Петра (1880—1887). Учился в Институте гражданских инженеров (1887—1892), по окончании которого получил звание гражданского инженера.
Работал в Техническо-строительный комитет МВД (1892—1912). В начале практической деятельности работал под руководством профессора И. С. Китнера, приверженцем кирпичного стиля, которому отдавал предпочтение перед штукатуркой с учётом погодных условий Петербурга. В украшении фасадов Китнер использовал терракоту, фигурный кирпич и натуральный камень. Опыт наставника Берзен использовал в своих постройках.
Член Петербургского общества архитекторов (с 1893). Архитектор домов ведомства учреждений императрицы Марии, Мариинской больницы, Ксениинского института (с 1904). Член Императорской архитектурной ассоциации, оплачиваемой канцелярией императрицы Марии, Императорской Российской технической ассоциации, почётный член Ассоциации в поддержку рабочих, пострадавших на строительстве, член Георгиевской общины сестер милосердия, а также член Императорского общества поощрения искусств.
В 1895 году Берзен получил чин титулярного советника, а в 1908 году — статского советника. Преподавал в Институте гражданских инженеров (1894—1925), а также в Институте инженеров путей сообщения.
Имел награды: Орден Святого Станислава (Российская империя) 3-й степени, Орден Святой Анны 2-й степени.
В 1925 году эмигрировал в Финляндию, где в первое время проживал в Кауниайнене. Некоторое время работал чертежником в архитектурном бюро Юнга
Скончался 19 июня 1958 года в Эспоо.

## Постройки в Петербурге
Известные работы архитектора Р. А. Берзена в Санкт-Петербурге. Указаны современные адреса:
- Ленинградский Металлический завод (ЛМЗ). Административное здание. Свердловская наб., 18 (1886—1893)[7]
- Здание Тенишевского училища. Моховая ул., 33-35 (1899—1900)[8]
- Доходный дом Ф. К. Риглера (перестройка). Сергея Тюленина пер., 3 (1900)[9]
- Доходный дом. Кирилловская ул., 5 — 8-я Советская ул., 56 (1902)[10]
- Здание механического завода К. Б. Зигеля. Достоевского ул., 40-44 (1902)[11]
- Здание училища дальнего плавания им. Петра I. 22-я линия ВО, 9 — 21-я линия ВО, 14 (1904—1905)[12]
- Доходный дом А. Ф. Натинг. 5-я Красноармейская ул., 8 (1905)[13]
- Здание Коломенского отделения городского ломбарда. Псковская ул., 18 (1905—1906)[14]
- Главное здание (перестройка) и хирургический корпус больницы Георгиевской общины сестер милосердия. Оренбургская ул., 4, 4А (1906—1908)[15]
- Доходный дом. Кременчугская ул., 1х — Тележная ул., 15А (1907)[16]
- Здание ремесленного училища Русского технического общества. Кондратьевский пр., 15 (1910)[17]
- Здание фабрики роялей «Ф. Мюльбах» (надстройка). 6-я Красноармейская ул., 7 (1912)[18]
- Производственное здание Русского о-ва «Шуккерт и К°». 24-я линия ВО, 3—7 (1913—1915)[19]
- Здание Библиотеки Академии наук[20]. Биржевая линия ВО, 1 — Тифлисская ул., 1 (1913—1914)[21]

## Семья
Жена — Лидия Луиза фон Голике (нем. Lydia Louise von Golicke), дочь типографа и издателя Романа Романовича Голике.
- Дочь — Ина (нем. Inma (Ina) Behrsén; 1905—1985), художник-график.
- Дочь — Рената (1909—1924)[23]